# Parc Virgiliano (Rome)
Le Parc Virgiliano, ou Parc Nemorense est situé dans la Via Nemorense, dans le quartier de Trieste à Rome. Il a été inauguré en 1930. Son nom est dédié au poète Virgile, à l'occasion du deux millième anniversaire de sa naissance.

## Histoire et description
Le parc a été conçu par le célèbre architecte paysagiste Raffaele De Vico (auteur aussi du jardin de la Piazza Mazzini), avec l'intention de créer un parc avec des voies: un boulevard principal encercle l'ensemble du parc, tandis que trois voies le traversent. Il a créé également une aire de jeux, un café et un lieu de concerts. Un coin, au sud, est composé de petits lacs développés avec le style classique de De Vico, qui voulait se souvenir d'un paysage naturel.
En 1933, a été construit un chalet, qui était dans le passé utilisé comme café, et qui sert maintenant de kiosque de boissons et de sandwichs. Le parc a été décoré à l'aide d'une systématique: l'avenue principale était ornée de tilleuls, l'avenue de l'étang par des pins et les routes secondaires par des houx. Dans les années quatre-vingt, le parc a été restauré dans son aspect d'origine. De Vico a conçu la patinoire, la place du théâtre pour enfants et l'auditorium de concerts en plein air, mais la salle n'a jamais été construite, à sa place a été construit le chalet rustique. On trouve également dans le parc un terrain de bowling, et deux fontaines en pierre de travertin. La villa a été inaugurée par Benito Mussolini, afin de compléter un quartier créé et conçu à l'époque pour accueillir les employés de l'État (INCIS).

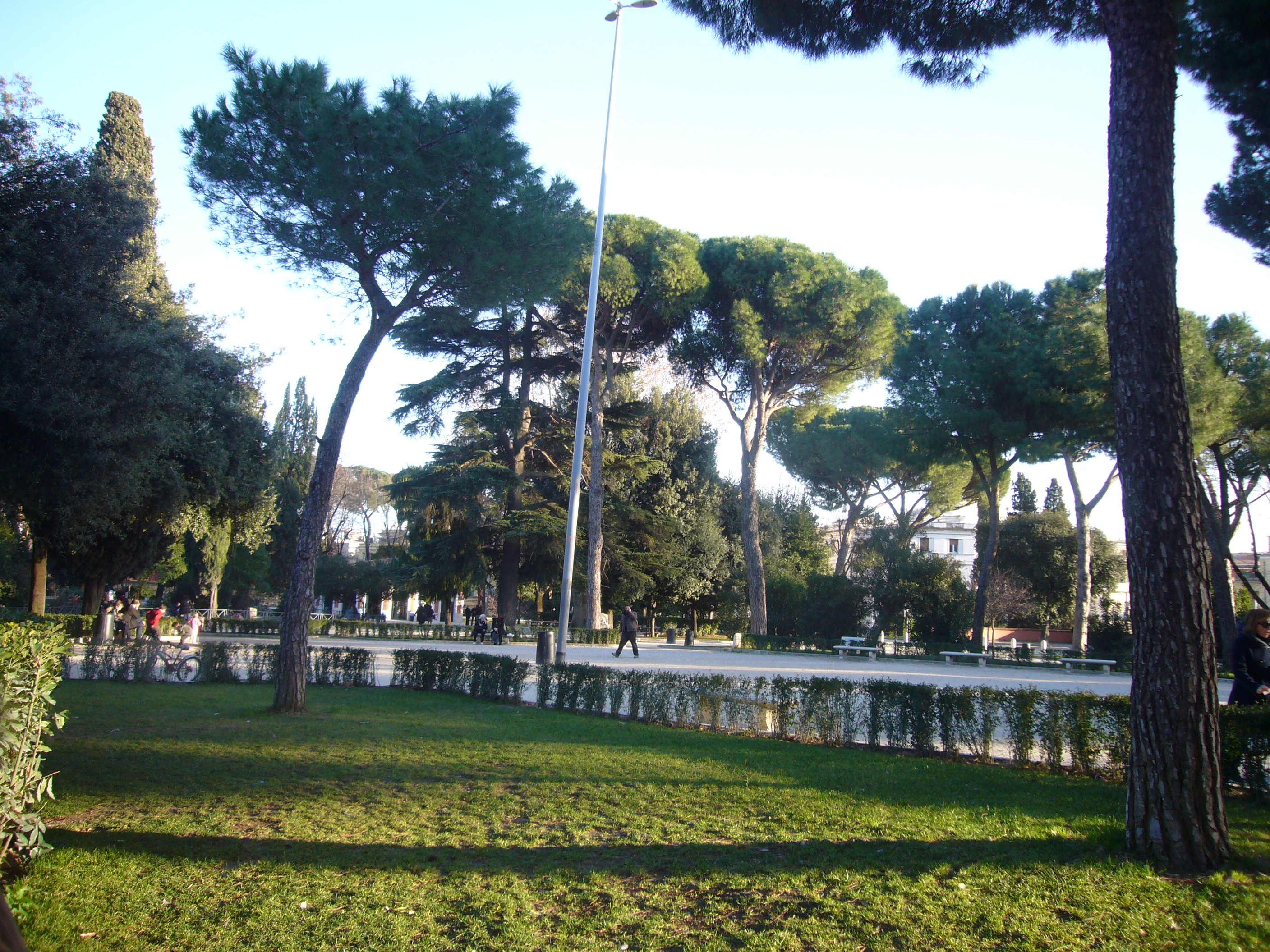
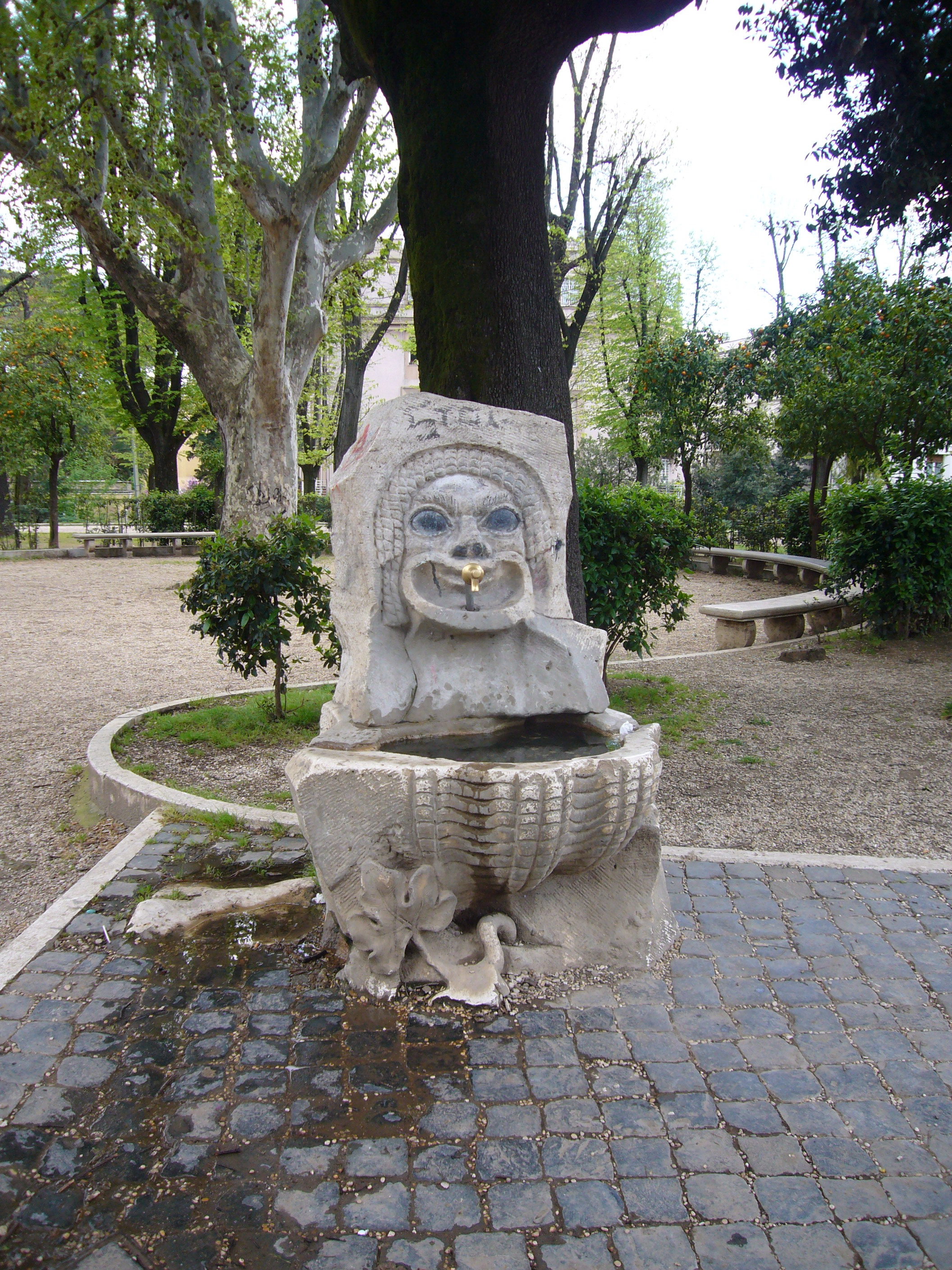